# Papacha

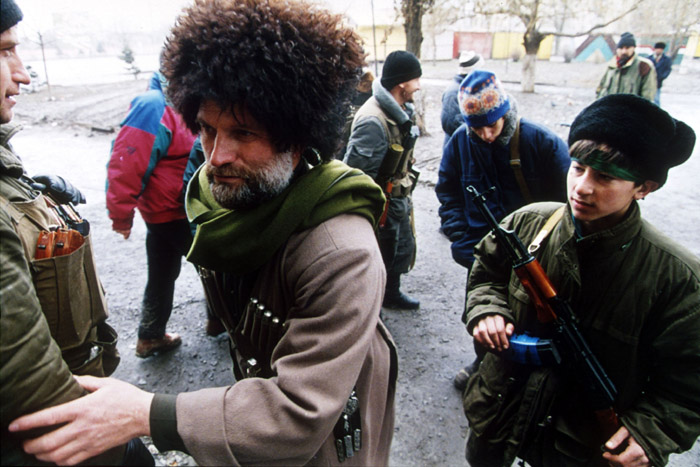
Współczesna papacha czeczeńska

Papacha (od tur. papak) – męskie nakrycie głowy popularne wśród narodów Kaukazu i Azji Środkowej oraz Kozaków. 
Tradycyjnie wykonana z owczej wełny lub niedźwiedziego futra. W zależności od regionu występuje w różnych rozmiarach i kształtach (m.in. z dnem półkolistym oraz płaskim). 
W Polsce moda na noszone zimą papachy (lub czapki „uszatki”) zapanowała, zwłaszcza wśród młodszego pokolenia, od lat 70. ubiegłego stulecia i w ograniczonym stopniu utrzymywała się później.

## Użycie w wojsku rosyjskim
W armii carskiej noszona od 1817 roku, początkowo jedynie przez oddziały kozackie. Z czasem stała się popularna w całym rosyjskim wojsku i przed I wojną światową została ujednolicona jako wysoka czapka z baraniej wełny. 
Z powodów ideologicznych jej noszenie zostało początkowo zabronione w Armii Czerwonej. Powróciła w 1936 roku jako element umundurowania oddziałów kozackich. Od 1940 roku była regulaminowym zimowym nakryciem głowy radzieckich generałów i marszałków, a od 1943 roku również pułkowników. Dzięki temu stopniowo stała się symbolem wysokiego statusu.
W 1994 roku wycofano ją z użytku w armii Federacji Rosyjskiej ze względów praktycznych. Została przywrócona dekretem Władimira Putina z 9 maja 2005 roku.